# Brodimoprim
Brodimoprim là một dẫn xuất cấu trúc của trimethoprim. Trong brodimoprim, nhóm 4-methoxy của trimethoprim được thay thế bằng một nguyên tử brom.
Là trimethoprim, brodimoprim là một chất ức chế chọn lọc của dihydrofolate reductase của vi khuẩn.